# Artéfact (ergonomie)
Pour les articles homonymes, voir Artéfact.
Un artéfact, selon la définition de Pierre Rabardel, est « tout objet technique ou symbolique ayant subi une transformation d’origine humaine, si petite soit-elle ».